# Pardomima viettealis
Pardomima viettealis là một loài bướm đêm trong họ Crambidae.